# David Costas
David Costas Cordal ou somente Sérgio (Vigo, 26 de março de 1995) é um futebolista profissional espanhol que atua como defensor, atualmente defende o Celta de Vigo.

## Carreira

### Celta
David Costas se transferiu novamento ao Celta de Vigo, em 2018.